# Joseph Carrillo
Joseph Carrillo (s. xvii-xviii) va ser un metge (nascut a Madrid segons John Locke, el seu editor) al servei del Bei Hussayn Ibn Alí de la Regència de Tunis on va arribar per convertir-se al judaisme el 1718.
El seu sogre va ser el també metge Gabriel de Mendoza amb qui va viatjar a l'interior de la regència tot acompanyant el bei durant les campanyes per a la recaptació d'impostos.
Coneixia prou bé el llatí i cap als anys 1730 va redactar un recull d'inscripcions epigràfiques trobades a la Regència que va ser publicat trenta anys més tard a les Philosophical Transactions, tot i que l'editor va escriure malament el seu nom: «Carilos». Aquest error, que es va reproduir al principal corpus d'inscripcions llatines, el Corpus Inscriptionum Latinarum, ha estat corregit recentment.
El recull de Carrillo no és gaire fiable pel que fa a l'estudi de l'Antiguitat i de fet poua principalment d'altres fonts, com ara el treball de Francisco Ximenez de Santa Cathalina.